# Monastère de Rojen
Le monastère de Rojen (dit monastère de la Mère-de-DIeu) est un grand monastère dans la Pirin. Il se situe à quelques kilomètres de la ville de Rojen, dans la province de Blagoevgrad.
C'est l'un des derniers monastères fondés au moyen-âge encore en activité. L'église bâtie avant le XVe siècle possède des fresques de 1597 sont encre visibles. La péninsule de Rojen de l'Île Livingston tire son nom du monastère.

## Galerie

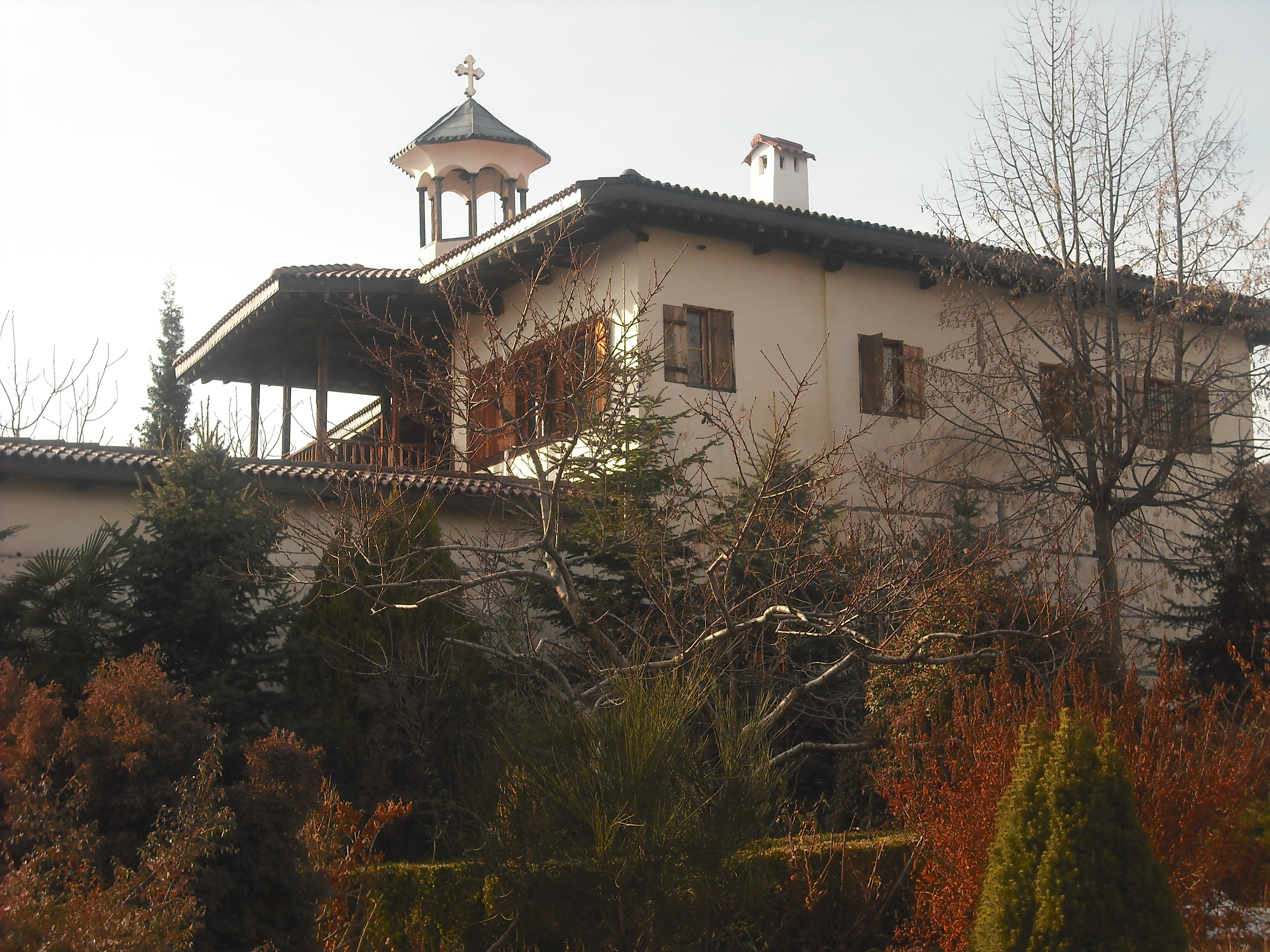
Vue du monastère.
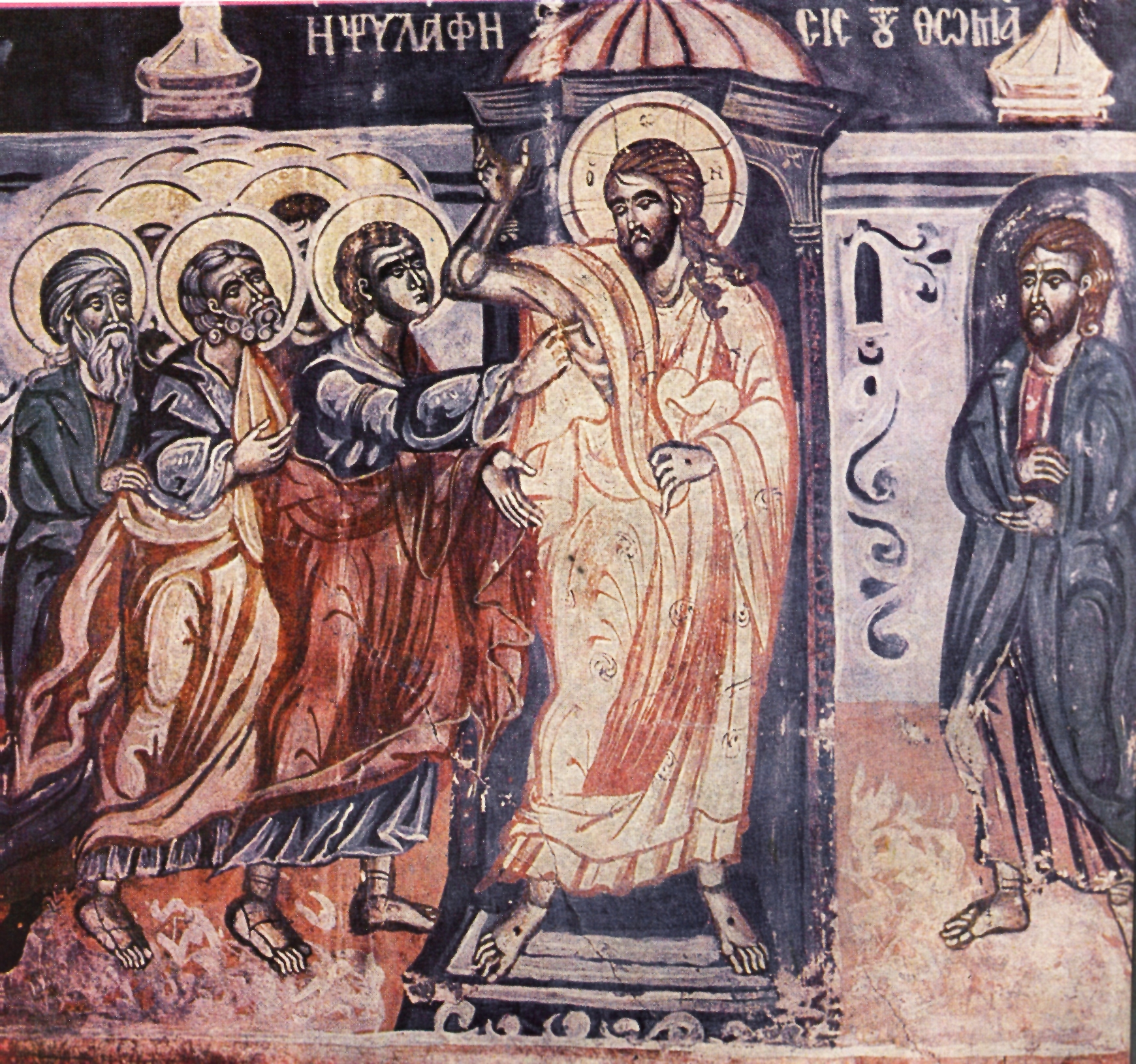
Fresque le doute de Thomas,
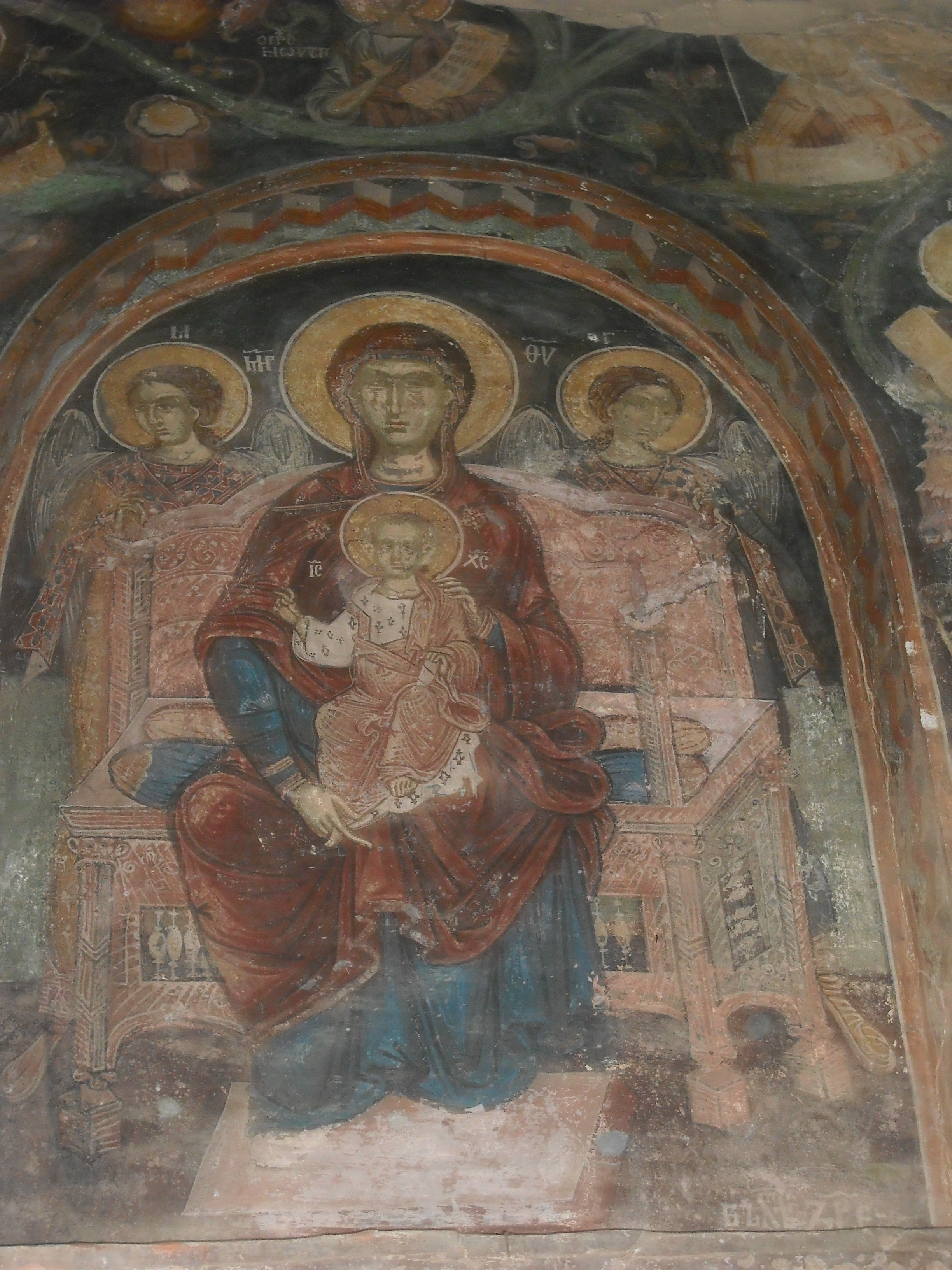
Marie à l'enfant,
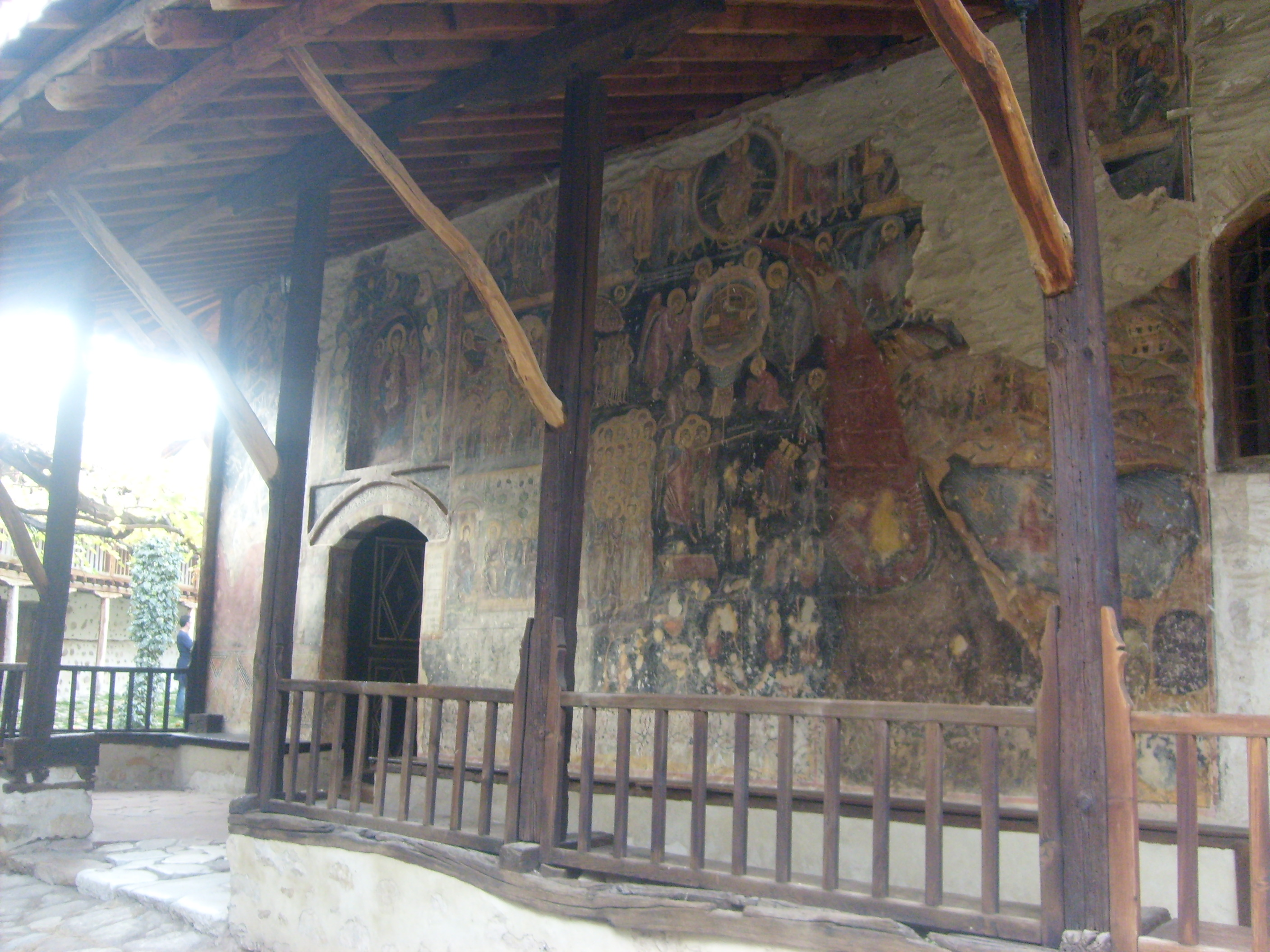
à l'extérieur.
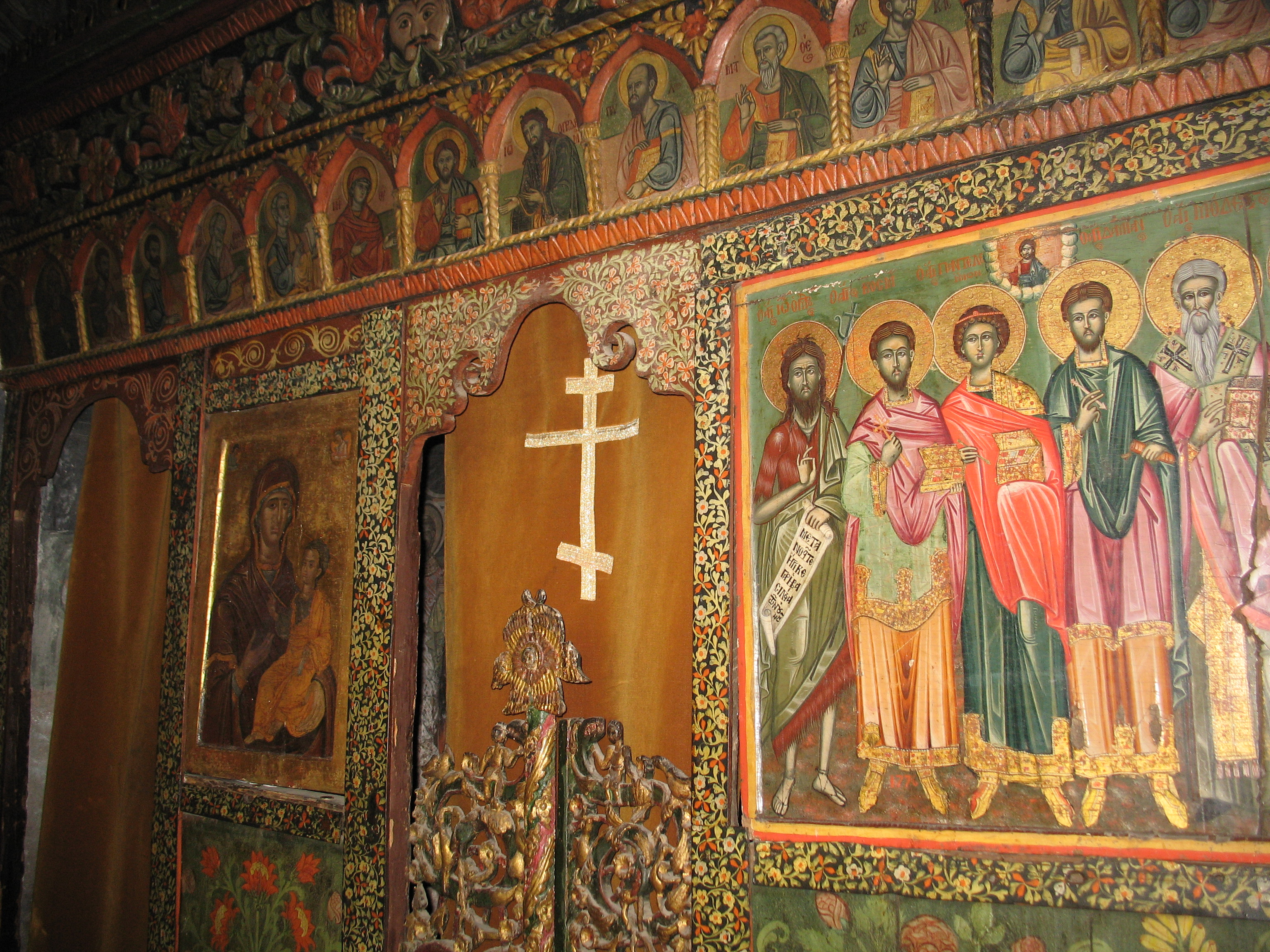
iconostase.
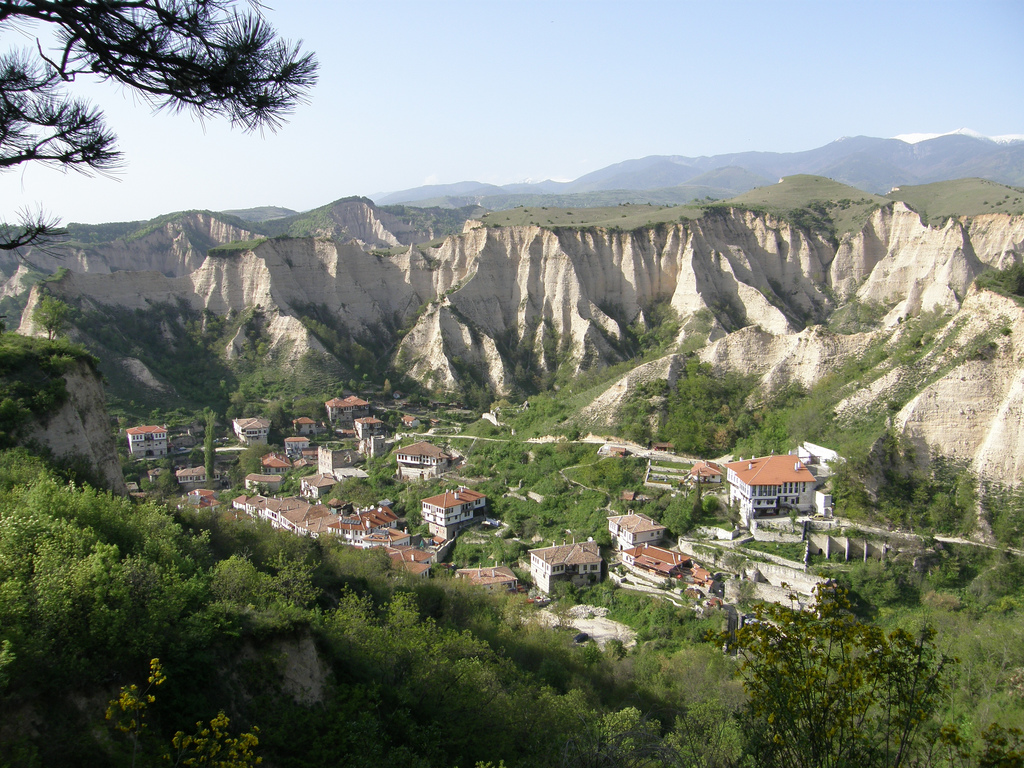
Vue vers Melnik.